# Alliata

Stemma di Casa Alliata

Gli Alliata (o Alliati, Agliata) sono una famiglia della nobiltà toscana e siciliana, di antiche origini pisane, baroni e principi di Villafranca, duchi di Salaparuta.
La famiglia è storicamente divisa in numerosi rami, tra Sicilia e Toscana. Durante la repubblica di Pisa, gli Alliata ricoprirono numerosi incarichi pubblici nella città toscana. Il ramo toscano si è estinto nella prima metà del XX secolo, e i titoli e i beni passarono per matrimonio ai Della Gherardesca e ai Percy, duchi di Northumberland.
I Principi di Villafranca sono il ramo primogenito siciliano, tuttora fiorente, discendenti degli Alliata di Pisa. In Sicilia, gli Alliata hanno acquisito nel corso dei secoli numerosi feudi, tra cui nove principati, due ducati, un marchesato, sei baronie e numerose signorie.

## Storia

### Origini leggendarie
Lo studioso Agostino Inveges sostenne che gli Alliata discendessero da un'antica famiglia che visse tra Grecia, Francia e Italia.
Secondo la tradizione leggendaria la famiglia sarebbe discesa da un comes Alicatus ("Alciata"), di Mediolanum, menzionato in un decreto di Costantino I del 325. Sarebbe appartenuto alla famiglia anche Dacio Agliati, menzionato come arcivescovo di Milano nel 530 e dichiarato santo da papa Vigilio dopo la morte avvenuta nel 552.
In epoca medioevale i fratelli Gaspare, Melchiorre e Baldasserre Alliata avrebbero partecipato alle crociate e nella stessa epoca sarebbe vissuto il beato Signoretto Alliata, morto martire.
Un capitano di nome Leone difese Costantinopoli nel 1274 dall'attacco dei Barbari, e fu capostipite di due famiglie, quella milanese e quella pisana. Il ramo milanese decadde, rimase fiorente quello di Pisa, diramatosi successivamente in Sicilia.

### A Pisa

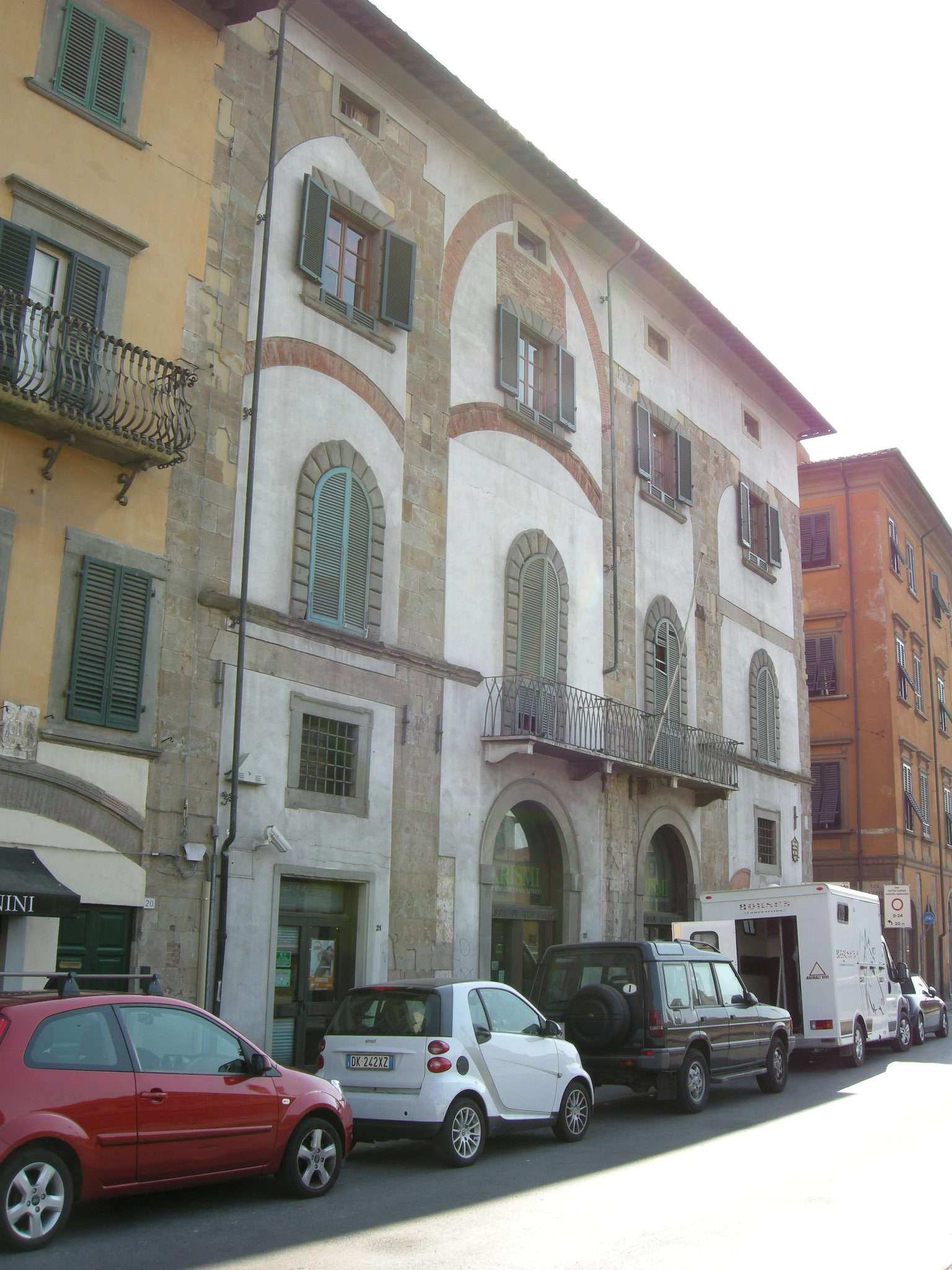
Il medievale Palazzo Alliata sul Lungarno Gambacorti di Pisa

Nel XII secolo la famiglia Alliata era attestata a Pisa, proprietaria dell'omonimo palazzo sul lungarno Gambacorti. Secondo alcuni studiosi, gli Alliata arrivarono a Pisa dal vicino borgo di Agliati, da cui presero il cognome, località oggi nel comune di Palaia, vicina Calcinaia dove avevano ricoperto incarichi pubblici. Secondo altri gli Alliata erano mercanti di origine greca giunti, tra l'XI e il XII secolo, a Pisa che all'epoca era uno dei più importanti crocevia commerciali.
Capostipite documentato della famiglia è Betto di Alliata che fu mercante e intrattenne numerosi rapporti commerciali con la Sardegna, all'epoca sotto il dominio della Repubblica Pisana. A Pisa gli Alliata si stabilirono nel quartiere di Forisporta, vicino alla chiesa di Sant'Andrea, dove acquistarono una "torre vergata" che divenne per secoli la principale dimora pisana della famiglia. Membri della famiglia ricoprirono importanti incarichi pubblici a Pisa, fecero parte del Consiglio degli Anziani, appartenendo alla fazione dei "Bianchi".
Tra gli ultimi discendenti degli Alliata di Pisa, vanno ricordati Giuseppe Alliata-Campiglia con le due figlie, la contessa Olimpia, signora di Biserno, vissuta a cavallo tra il XIX e il XX secolo e sposa del conte Gherardo della Gherardesca, e sua sorella, che sposò il Duca Percy di Northumberland.

### Alliata in Sicilia

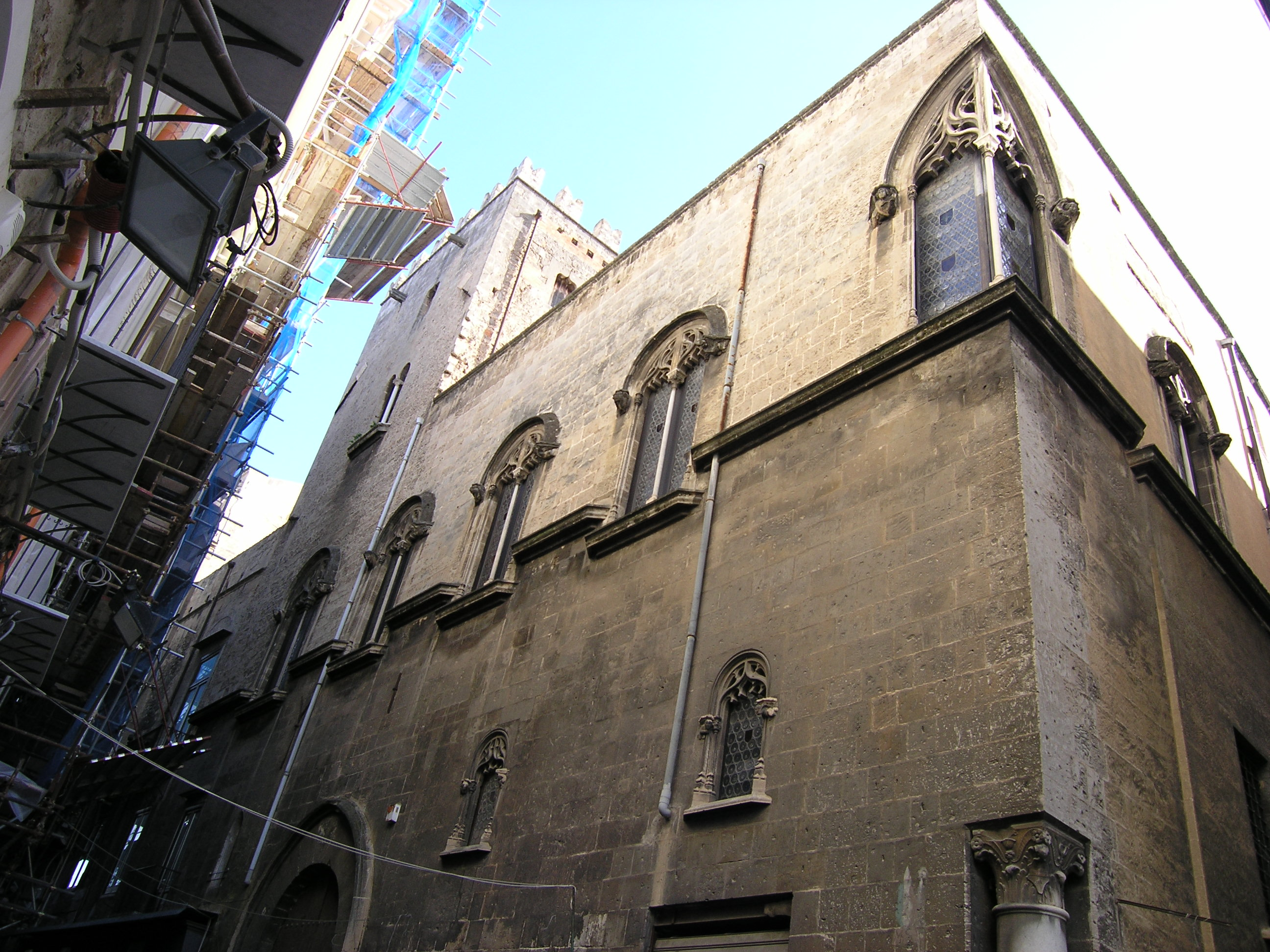
Palazzo Alliata di Pietratagliata a Palermo

Con il declino della repubblica di Pisa, nel corso del XIV secolo un membro della famiglia, Fillippo Alliata, si trasferì in Sicilia, dove dette origine al ramo siciliano tuttora fiorente, senza tuttavia smettere di curare gli interessi pisani. La famiglia si affermò velocemente in Sicilia, inizialmente come banchieri e mercanti a Palermo.

### XV secolo
Alla metà del XV secolo a Palermo gli Alliata edificarono una cappella nella chiesa di San Francesco d'Assisi di Palermo. Alla fine del secolo si legarono alla monarchia spagnola acquisendo il feudo baronale di Villafranca: il titolo di principe di Villafranca fu concesso nel 1609 dal re Filippo III a Francesco Alliata, figlio di Giuseppe e di Fiammetta Paruta, baronessa di Salaparuta. Il titolo di principe del Sacro Romano Impero dava diritto al trattamento di Altezza Serenissima per il capo della famiglia. Gli Alliata furono inoltre grandi di Spagna e pari del regno.

### XVII secolo

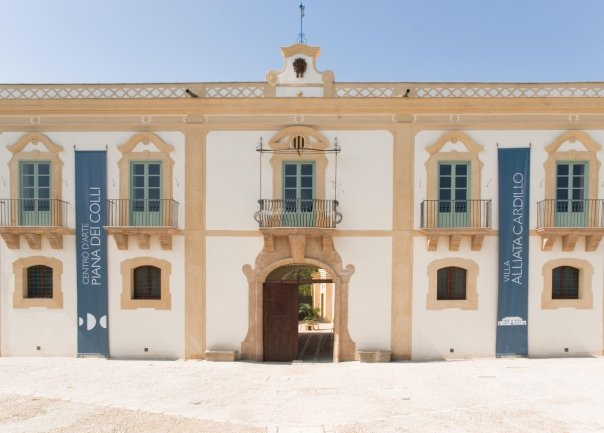
La settecentesca Villa Alliata Cardillo nei pressi di Palermo.

Nel XVII secolo ottennero dal re Carlo III la carica di "Corrieri Maggiori" ereditari del Regno di Sicilia, relativa al servizio postale dell'isola, carica che mantennero sino al 1838. Eressero a Palermo il palazzo Alliata di Villafranca.
Dagli Alliata di Villafranca discesero dei rami cadetti: Alliata di Pietratagliata, Alliata di Montereale, Alliata Cardillo, Alliata di Valguarnera.

### XIX secolo
Giuseppe Alliata di Villafranca, duca di Salaparuta (Napoli, 23 giugno 1784 - Palermo, 18 gennaio 1844), sposò Agata Valguarnera, principessa di Valguarnera e dopo la morte del genitore - don Fabrizio Alliata - avvenuta nel 1804, cominciò a riorganizzare la produzione vitivinicola nei suoi possedimenti (soprattutto nell'ex feudo di Traversa di Cane) e ad avvalersi delle cantine di Villa Valguarnera a Bagheria.  Il figlio quartogenito Enrico (1820-1862) prese parte alla rivoluzione siciliana del 1848.
Anche Edoardo Alliata duca di Salaparuta (Palermo, 10 gennaio 1818 - 5 marzo 1898), figlio del principe Giuseppe, partecipò ai moti siciliani del 1848 con Ruggero Settimo e con Rosolino Pilo, ma perse i privilegi nobiliari. Sposò nel 1843 Felicita Lo Faso - figlia del marchese di San Gabriele e della marchesa di Lungarini - la quale conferì per dote l'ex feudo Corvo e il castello di Casteldaccia che sarebbe diventato sede dell'azienda vinicola "Duca di Salaparuta". Si tratta di una delle prime azienda vinicole in Sicilia ad esportare vino siciliano in Europa e in America già nella metà del XIX secolo, con il marchio "Duca di Salaparuta".

### XX secolo

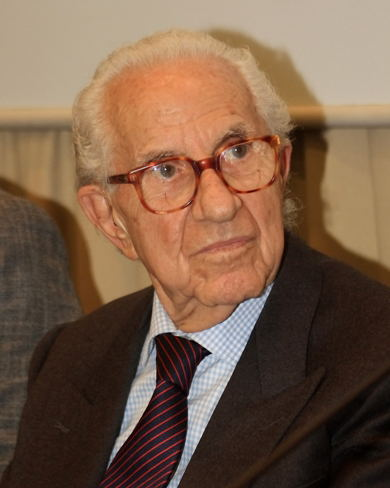
Francesco Alliata di Villafranca nel 2015

Francesco Alliata di Villafranca, fu pioniere della cinematografia subacquea e fondò la Panaria Film insieme a Pietro Moncada, Renzino Avanzo e Quintino Di Napoli, con cui produsse l film Vulcano e La carrozza d'oro di Jean Renoir, tutti e due interpretati da Anna Magnani. La figlia, Vittoria Alliata di Villafranca, traduttrice di J. R. R. Tolkien, ha scritto libri sul mondo arabo (tra cui il più noto è Harem, del 1980).
Il principe Francesco è morto nel 2015. L'attuale principe è il nipote di Francesco, Gabriele Alliata di Villafranca figlio di suo fratello Raimondo.
Topazia Alliata, pittrice allieva di Pippo Rizzo, madre di Dacia Maraini (nata dal suo matrimonio con Fosco Maraini nel 1946), successe al padre, il Principe Don Enrico Alliata di Villafranca, nella gestione dell'azienda vinicola delle cantine di Casteldaccia, fino alla vendita nel 1959.
Altri personaggi appartenenti ai differenti rami della famiglia furono:
- Cesare Alliata Bronner, costruttore e aristocratico romano (1922 - 1996).
- Giovanni Alliata di Montereale fu deputato nel 1948, nel 1953 e nel 1958[19].
- Raniero Alliata di Pietragliata, entomologo, intellettuale e divulgatore della teosofia in Sicilia agli inizi del XX secolo[20].

Stefania Alliata, del ramo della casata Alliata Cardillo, ha recentemente promosso il restauro di una villa familiare ai Colli, riaperta come spazio espositivo e museo multimediale, con il sostegno della Regione Siciliana.

## Araldica

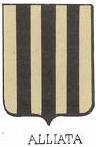
Blasone del Casato degli Alliata

- Stemma degli Alliata di Pisa: d'oro, a tre pali di nero[23].
- Stemma degli Alliata di Sicilia: d'oro, a tre pali di nero. Lo scudo accollato all'aquila bicipite spiegata di nero, membrata, imbeccata e sormontata dalla corona imperiale d'oro; il manto di ermellino e la corona di principe del Sacro Romano Impero[24].

Motto: Duriora decoxi.